# Віденський монетний союз
Віденський монетний союз, Віденська монетна конвенція — угода держав, членів Німецького митного союзу, підписана 24 січня 1857 року у Відні. Мета — уніфікація грошових систем країн учасниць договору.
За нею монетою, котру карбували країни відповідно до угоди, став союзний талер (нім. Vereinstaller) держав — членів Німецької митної конвенції, який важив 18,52 грам срібла 900-ї проби.
Раніше, згідно рішення Дрезденської монетної конвенції 1838 року 2 прусських талери було прирівняно до 3½ південнонімецьких гульденів. З чистої кельнської марки карбували 14 талерів (або 24 1/2 гульдени 900-ї проби). Після грошової реформи 1871-73 років союзний талер = 3 золоті марки.